# Liste des épisodes de Weeds

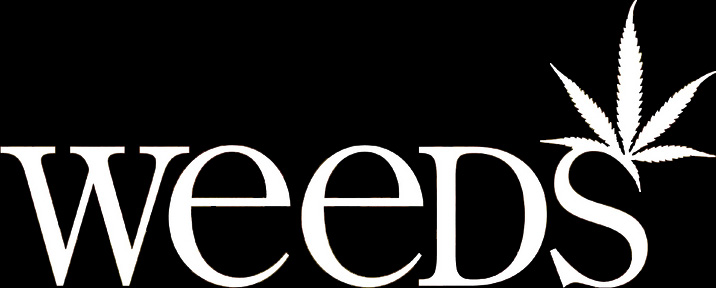
Logo de la série Weeds

Cette page recense la liste des épisodes de la série télévisée Weeds. Les épisodes sont classés par ordre chronologique, correspondant au déroulement de l’histoire de la série.

## Première saison (2005)
1. Faut pas manquer l'ours (You Can't Miss The Bear)
2. Prise de tête (Free Goat)
3. Bonheur sur ordonnance (Good Shit Lollipop)
4. Religion et petits plats (Fashion of the Christ)
5. Nostalgie disco (Lude Awakening)
6. Issue de secours (Dead In The Nethers)
7. Sur les bancs de la fac (Higher Education)
8. Le feu de l'expiation (The Punishment Light)
9. À feu et à sec (The Punishment Lighter)
10. Chacun sa route (The Godmother)

## Deuxième saison (2006)
1. Dîner en famille (Corn Snake)
2. Expo : Paradis (Cooking With Jesus)
3. Cours très particulier (Last Tango In Agrestic)
4. Nancy aux pays des embrouilles (A.K.A. The Plant)
5. Panique à bord (Mrs. Botwin's Neighborhood)
6. La rencontre (Crush Girl Love Panic)
7. A voté (Must Find Toes)
8. L'inauguration (MILF Money)
9. Stop ou encore ? (Bash)
10. Surveillance (Mile Deep and A Foot Wide)
11. Comme les tomates (Yeah, Just Like Tomatoes)
12. Pas aujourd'hui (Pittsburgh)

## Troisième saison (2007)
1. Nage en eaux troubles (Doing The Backstroke)
2. Infusion fatale (A Pool And His Money)
3. La danse de la brique (The Brick Dance)
4. La route de la merde (Shit Highway)
5. Bill Sussman (Bill Sussman)
6. La sauterelle (Grasshopper)
7. La dette (He Taught Me How to Drive By)
8. Elles prennent leur pied (The Two Mrs. Scottsons)
9. Les égouts de la discorde (Release the Hounds)
10. Assurances comprises (Roy Till Called)
11. Le maître qui chante (Cankles)
12. Le tunnel (The Dark Time)
13. Tout nouveau tout pas beau (Risk)
14. Gestion des risques (Protection)
15. C'est parti! (Go)

## Quatrième saison (2008)
1. Mission accomplie (Mother Think The Birds Are After Her)
2. Jouer n'est pas gagner (Lady's A Charm)
3. Les oiseaux (The Whole Blah Damn Thing)
4. Sincères condoléances (The Three Coolers)
5. La fête du flan (No Man is Pudding)
6. Défense d'entrer (Excellent Treasures)
7. Yes, I can (Yes I Can)
8. Le passeur de Dieu (I Am the Table)
9. Maman les gros bateaux (Little Boats)
10. Toute première fois (The Love Circle Overlap)
11. Fromage de tête (Head Cheese)
12. Descente et pas qu'aux Enfers (Till We Meet Again)
13. Travailler plus pour tuer plus (If You Work For a Living, Then Why Do You Kill Yourself Working?)

## Cinquième saison (2009)
1. Personne ne m'aime (Wonderful Wonderful)
2. Les machettes en haut ? (Machetes Up Top)
3. Quand faut y aller... (Su-Su-Sucio)
4. Un jeu d'enfant (Super Lucky Happy)
5. Apocalypse (Van Nuys)
6. La demande en mariage (A Modest Proposal)
7. Cannabis blues (Where The Sidewalk Ends)
8. La Mexi-menace (A Distinctive Horn)
9. La tétée (Suck 'N' Spit)
10. Vous avez dit malsain ? (Perro Insano)
11. La vengeance est un plat qui se mange sous influence (Ducks and Tigers)
12. La colle qui cimente l'amour (Glue)
13. La guerrière en teflon (All About my Mom)

## Sixième saison (2010)
1. La partie de croquet (Thwack)
2. Terre promise (Felling and Swamping)
3. L'herbe est toujours plus verte (A Yippity Sippity)
4. Mets de l'huile (Bliss)
5. L'effet boomerang (Boomerang)
6. Lardons pour lardons (A Shoe For A Shoe)
7. Du beurre dans les épinards (Pinwheels and Whirligigs)
8. Hors-la-loi, mode d'emploi (Gentle Puppies)
9. Stable, vous avez dit stable ? (To Moscow And Quickly)
10. Retour à Dearborn (Dearborn Again)
11. Amour, lycées et conséquences (Viking Pride)
12. Les morts ne se vantent pas (Fran Tarkenton)
13. L'amour hypothétique n'est pas mort (Theoretical Love Is Not Dead)

## Septième saison (2011)
1. Des valises (Bags)
2. Les fruits explosifs (From Trauma Cometh Something)
3. Réinsertion, mon amour (Game-Played)
4. Un trou dans le niquab (A Hole in Her Niqab)
5. Aujourd'hui, on mange avec les mains (Fingers Only Meat Banquet)
6. Moi et les miens (Object Impermanence)
7. Donnant-donnant (Playing With Fire!)
8. La voie de la sagesse (Synthetics)
9. Courage fuyons ! (Cats! Cats! Cats!)
10. Qui va faire le ménage ? (System Overhead)
11. Une mère que j'aimerais baiser (Une Mère Que J'aimerais Baiser)
12. Herbe, luxe et volupté (Qualitative Spiritual Reasoning)
13. King Bong (Do Her/Don't Do Her)

## Huitième saison (2012)
1. Du plomb dans la tête (Messy)
2. Rayon de soleil (A Beam of Sunshine)
3. Retour sur la terre ferme (See Blue and Smell Cheese and Die)
4. Jill la jalouse (Only Judy Can Judge)
5. L'amour à roulettes (Red in Tooth and Claw)
6. Un bébé pour trois (Allosaurus Crush Castle)
7. Un nouveau boulot (Unfreeze)
8. A cinq lieues du Yetzer Hara (Five Miles From Yetzer Hara)
9. La proposition (Saplings)
10. Au seuil d'une nouvelle vie (Threshold)
11. Retrouvailles (God Willing And The Creek Don't Rise)
12. L'heure des bilans (It's Time, Part 1)
13. L'heure des bilans (It's Time, Part 2)